# Cheirogaleus minusculus
Cheirogaleus minusculus är en primat i familjen muslemurer som först beskrevs av Groves 2000. Djurets taxonomiska status är inte helt utredd. För att fastställa artens relation till andra muslemurer behövs genetiska undersökningar.
Arten är bara känd från en liten region på centrala Madagaskar. Den lever i mindre regnskogar som är inte sammanhängande på grund av skogsavverkningar. Individerna är aktiva på natten och de klättrar främst i växtligheten.
Denna muslemur har silvergrå päls på ovansidan (ibland med brun skugga) och ibland finns en mörkare längsgående strimma på ryggens mitt. Kännetecknande för arten är vita fingrar och tår samt en vit svansspets. Några individer har hår på öronens kanter. En hona som blev uppmätt var 25 cm lång (huvud och bål), hade en 24 cm lång svans och en vikt av 302 g.
Cheirogaleus minusculus hotas av habitatförstöring. Utbredningsområdet ligger nära den större staden Ambositra. På grund av den taxonomiska oklarheten listas arten av IUCN med kunskapsbrist (DD).